# Ponte Castiglia-La Mancia
Il ponte Castiglia-La Mancia è un ponte strallato sul fiume Tago che si trova a Talavera de la Reina, in Spagna.

## Storia e descrizione
Promosso dalla Giunta Regionale di Castiglia-La Mancia, la prima pietra del ponte è stata posta nel novembre 2007 ed è stato inaugurato il 17 ottobre 2011. Le imprese edili che si sono occupate della realizzazione sono state Sacyr, Aglomancha e José Bárcenas.
Con la sua altezza di 192 metri è il ponte strallato più alto di Spagna ma, a causa degli eccessivi costi (quasi 74 milioni di euro) e dello scarso utilizzo, è considerato una cattedrale nel deserto.